# Список районов Гонконга
В настоящем списке представлены как административные округа Гонконга, так и местности, не образующие формальных единиц, но названия которых устойчиво закрепились и активно используются местными жителями и туристическими справочниками. Русская транскрипция приводится на основе официальных английских названий районов, при этом написание кантонских частей в их составе даётся в соответствии с кантонско-русской транскрипцией. В скобках — указана транскрипция с путунхуа (севернокитайского), которая используется для обозначения объектов Гонконга на российских картах, и с официального английского написания (подробнее о передаче гонконгских названий см. ВП:ГОНКОНГ). Через точки с запятыми приведены оригинальные английское и китайское написания.

## Остров Гонконг(Сянгандао)

### Центрально-Западный округ
- Центрально-Западный округ (Чжунси, Сентрал-энд-Уэстерн); Central and Western District; 中西區
  - Центральный (Чжунхуань, Сентрал); Central; 中環
    - Сохо (Сухао); Soho; 蘇豪, также 荷南 (Хэнань)
    - Ланькуайфон (Ланьгуйфан, Лан-Квай-Фонг); Lan Kwai Fong; 兰桂坊

  - Адмиралтейство (Цзиньчжун, Эдмиралти); Admiralty; 金鐘
  - Сайвань (Сихуань, Сай-Ван); Sai Wan; 西環
    - Кеннеди-Таун (Цзяньнидичэн); Kennedy Town; 堅尼地城
    - Сайинпхунь (Сиинпань, Сай-Инг-Пун); Sai Ying Pun; 西營盤
    - Сэктхончёй (Шитанцзуй, Шек-Тонг-Цуй); Shek Tong Tsui; 石塘咀

  - Сёнвань (Шанхуань, Шёнг-Ван); Sheung Wan; 上環
  - Мид-левелс (Баньшань); Mid-levels; 半山區
    - Магазин-Гап (Мацзисянься); Magazine Gap; 馬己仙峽

  - Пик (Чэцишань); Victoria Peak, также Mount Austin и The Peak; 太平山 (Тайпиншань), также устар. 扯旗山

### Восточный округ
- Восточный округ (Дунцюй, Истерн); Eastern District; 東區
  - Норт-Пойнт (Бэйцзяо); North Point; 北角
    - Фортресс-Хилл (Паотайшань); Fortress Hill; 炮台山

  - Бремар-Хилл (Баомашань); Braemar Hill; 寶馬山
  - Куорри-Бей (Цзэюйчун); Quarry Bay; 鰂魚涌
    - Корнхилл (Канъихуаюань); Kornhill; 康怡花園, также 康山花園 (Каншаньхуаюань)

  - Тхайкусин (Тайгучэн, Тайку-Шинг); Taikoo Shing; 太古城
  - Сайваньхо (Сиваньхэ, Сай-Ван-Хо); Sai Wan Ho; 西灣河
  - Саукэйвань (Шаоцзивань, Шау-Кей-Ван); Shau Kei Wan; 筲箕灣
    - Олдрич-Бей (Айчжисюйвань); Aldrich Bay; 愛秩序灣
    - Акуннгам (Агунъянь, А-Кунг-Нгам); A Kung Ngam; 阿公岩

  - Чхайвань (Чайвань, Чай-Ван); Chai Wan; 柴灣
    - Ханфачхюнь (Синхуацунь, Хенг-Фа-Чюн); Heng Fa Chuen; 杏花邨

  - Сиусайвань (Сяосивань, Сиу-Сай-Ван); Siu Sai Wan; 小西灣

### Южный округ
- Южный округ (Наньцюй, Саутерн); Southern District; 南區
  - Абердин (Сянганцзай, Сянганцзы, Ябадянь); Aberdeen; 香港仔
  - Аплэйчау (Яличжоу, Ап-Лей-Чау); Ap Lei Chau, также Aberdeen Island; 鴨脷洲
  - Чунхамкок (Чуньканьцзяо, Чунг-Хом-Кок); Chung Hom Kok; 舂坎角, также 舂磡角
  - Вончукхан (Хуанчжукан, Вонг-Чук-Ханг); Wong Chuk Hang; 黃竹坑
    - Намлонсань (Наньланшань, Нам-Лонг-Шан); Nam Long Shan, также Brick Hill; 南朗山, также 南塱山

  - Покфулам (Бофулинь, Пок-Фу-Лам); Pok Fu Lam; 薄扶林
    - Сэнди-Бей (Дакоувань); Sandy Bay; 大口灣, также 沙灣
    - Вафу (Хуафу, Ва-Фу); Wah Fu; 華富

  - Рипалс-Бей (Цяньшуйвань); Repulse Bay; 淺水灣
  - Дип-Уотер-Бей (Шэньшуйвань); Deep Water Bay; 深水灣
  - Стэнли (Чичжу, Цзыган); Stanley; 赤柱
  - Сэкъоу (Шиао, Шек-О); Shek O; 石澳
    - Биг-Вэйв-Бей (Даланвань); Big Wave Bay; 大浪灣

  - Тайтхам (Датань, Тай-Там); Tai Tam; 大潭
  - Телеграф-Бей (Гансяньвань); Telegraph Bay, также Kong Sin Wan (Конг-Син-Ван); 綱綫灣
    - Киберпорт (Шумаган); Cyberport; 數碼港

### Округ Ваньчай (Ваньцзай)
- Округ Ваньчай (Ваньцзай, Ван-Чай); Wan Chai District; 灣仔區
  - Ваньчай (Ваньцзай, Ван-Чай); Wan Chai; 灣仔
  - Козуэй-Бей (Тунловань); Causeway Bay; 銅鑼灣
    - Тхиньхау (Тяньхоу, Тин-Хау); Tin Hau; 天后

  - Хэппи-Вэлли (Паомади); Happy Valley; 跑馬地
    - Джардинс-Лукаут (Чжадяньшань); Jardine’s Lookout; 渣甸山

  - Тайхан (Дакэн, Тай-Ханг); Tai Hang; 大坑

## ЦзюлуниНью-Коулун(Новый Цзюлун)

### Коулун-Ист

#### Округ Куньтхон (Гуаньтан, Квун-Тонг)
- Округ Куньтхон (Гуаньтан, Квун-Тонг); Kwun Tong District; 觀塘區
  - Куньтхон (Гуаньтан, Квун-Тонг); Kwun Tong; 觀塘
  - Ламтхинь (Ланьтянь, Лам-Тин); Lam Tin; 藍田
  - Нгаутхаукок (Нютоуцзяо, Нгау-Тау-Кок); Ngau Tau Kok; 牛頭角
    - Коулун-Бей (Цзюлунвань); Kowloon Bay; 九龍灣

  - Саумаупхин (Сюмаопин, Сау-Мау-Пинг); Sau Mau Ping; 秀茂坪
  - Сёнлэй (Шуньли, Шун-Ли); Shun Lee; 順利
  - Яутхон (Ютан, Яу-Тонг); Yau Tong; 油塘
  - Чхакуолэн (Чаголин, Ча-Кво-Линг); Cha Kwo Ling; 茶果嶺

#### Округ Вонтайсинь (Хуандасянь)
- Округ Вонтайсинь (Хуандасянь, Вонг-Тай-Син); Wong Tai Sin District; 黃大仙區
  - Даймонд-Хилл; Diamond Hill; 鑽石山
  - Нгаучхивань (Нючивань, Нгау-Чи-Ван); Ngau Chi Wan; 牛池灣
  - Саньпхоукон (Синьпуган, Сан-По-Конг); San Po Kong; 新蒲崗
  - Чхиваньсань (Цыюньшань, Ци-Ван-Шан); Tsz Wan Shan; 慈雲山
  - Вантхаухам (Хэнтоукань, Ванг-Тау-Хом); Wang Tau Hom; 橫頭磡
  - Вонтайсинь (Хуандасянь, Вонг-Тай-Син); Wong Tai Sin; 黃大仙

### Коулун-Вест

#### Округ Коулун-Сити
- Округ Коулун-Сити (Цзюлунчэн); Kowloon City District; 九龍城區
  - Хоманьтхинь (Хэвэньтянь, Хо-Ман-Тин); Ho Man Tin; 何文田
  - Хунхам (Хункань, Хунг-Хом); Hung Hom; 紅磡
  - Коулун-Сити (Цзюлунчэн); Kowloon City; 九龍城
  - Коулун-Тхон (Цзюлунтан); Kowloon Tong; 九龍塘
  - Матхаукок (Матоуцзяо, Ма-Тау-Кок); Ma Tau Kok; 馬頭角
  - Матхаувай (Матоувэй, Ма-Тау-Вай); Ma Tau Wai; 馬頭圍
  - Тхоукуавань (Тугуавань, То-Ква-Ван); To Kwa Wan; 土瓜灣

#### Округ Самсёйпоу (Шэньшуйбу)
- Округ Самсёйпоу (Шэньшуйбу, Шам-Шуй-По); Sham Shui Po District; 深水埗區
  - Чхёнсавань (Чаншавань, Чёнг-Ша-Ван); Cheung Sha Wan; 長沙灣
  - Коулун-Тхон (Цзюлунтан); Kowloon Tong; 九龍塘
    - Яуятчхюнь (Юицунь, Яу-Ят-Чюн); Yau Yat Chuen; 又一村

  - Лайчикок (Личжицзяо, Лай-Чи-Кок); Lai Chi Kok; 荔枝角
    - Мэйфусаньчхюнь (Мэйфусиньцунь, Мей-Фу-Сан-Чюн); Mei Foo Sun Chuen; 美孚新邨

  - Самсёйпоу (Шэньшуйбу, Шам-Шуй-По); Sham Shui Po; 深水埗
  - Сэккипмэй (Шисявэй, Шек-Кип-Мей); Shek Kip Mei; 石硤尾
    - Тайхантун (Дакэндун, Тай-Ханг-Тунг); Tai Hang Tung; 大坑東

  - Остров Стоункаттерз (остров Камнерезов, Анчуаньчжоу); Stonecutters Island; 昂船洲

#### Округ Яучимвон (Юцзяньван)
- Округ Яучимвон (Юцзяньван, Яу-Цим-Монг); Yau Tsim Mong District; 油尖旺区
  - Вонкок (Ванцзяо, Монг-Кок); Mong Kok; 旺角
    - Принс-Эдуард (Тайцзы); Prince Edward; 太子

  - Чимсачёй (Цзяньшацзуй, Цим-Ша-Цуй); Tsim Sha Tsui; 尖沙咀
    - Чимсачёй-Ист (Цзяньшацзуйдун, Цим-Ша-Цуй-Ист); Tsim Sha Tsui East; 尖沙咀東

  - Яуматэй (Юмади, Яу-Ма-Тей); Yau Ma Tei; 油麻地
    - Кингс-Парк (Цзиншибо); King’s Park; 京士柏, также 皇囿 (Хуанъю)

  - Джордан (Цзодунь); Jordan; 佐敦
    - Куньчхун (Гуанчун, Квун-Чунг); Kwun Chung; 官涌

  - Тайкокчёй (Дацзяоцзуй, Тай-Кок-Цуй); Tai Kok Tsui; 大角嘴
  - Западный Коулун (Сицзюлун, Уэст-Коулун); West Kowloon; 西九龍

## Новые Территории
Не включая Нью-Коулун

### Восточные Новые Территории

#### Северный округ
- Северный округ (Бэйцюй, Норт); North District; 北區
  - Фаньлэн (Фыньлин, Фанлинг); Fanling; 粉嶺
  - Сатхаукок (Шатоуцзяо, Ша-Тау-Кок); Sha Tau Kok; 沙頭角
  - Сёнсёй (Шаншуй, Шёнг-Шуй); Sheung Shui; 上水
  - Такулэн (Дагулин, Та-Кву-Линг); Ta Kwu Ling; 打鼓嶺
  - Кутун (Гудун, Кву-Тунг); Kwu Tung; 古洞
  - Куаньтэй (Цзюньди, Кван-Тей); Kwan Tei; 軍地
  - Лову (Лоху, Ло-Ву); Lo Wu; 羅湖
  - Пхинчхе (Пиншэ, Пинг-Че); Ping Che; 坪輋

#### Округ Сайкун (Сигун)
- Округ Сайкун (Сигун, Сайкунг); Sai Kung District; 西貢區
  - Клир-Уотер-Бей (Циншуйвань); Clear Water Bay; 清水灣
  - Хоучхун (Хаочун, Хо-Чунг); Ho Chung; 蠔涌
  - Джанк-Айленд (Фотанчжоу); Junk Island; 佛堂洲
  - Каусайчау (Цзяосичжоу, Кау-Сай-Чау); Kau Sai Chau; 滘西洲
  - Шарп-Айленд (Цяоцзуйчжоу); Sharp Island; 橋咀洲
  - Лёнсюньвань (Лянчуаньвань, Лёнг-Шюн-Ван); Leung Shuen Wan; 糧船灣
  - Марина-Коув (Куанхуцзюй); Marina Cove; 匡湖居
  - Паксачау (Байшачжоу, Пак-Ша-Чау); Pak Sha Chau; 白沙洲
  - Поутойоу (Будайао, По-Той-О); Po Toi O; 布袋澳
  - Тхиукинлэн (Тяоцзинлин, Тиу-Кенг-Ленг); Tiu Keng Leng, Rennie’s Mill; 調景嶺
  - Сайкун (Сигун, Сай-Кунг); Sai Kung; 西貢
  - Чёнкуаньоу (Цзянцзюньао, Цёнг-Кван-О); Tseung Kwan O; 將軍澳
  - Тёйминьхой (Дуймяньхай, Туй-Мин-Хой); Tui Min Hoi; 對面海
  - Тунлунчау (Дунлунчжоу, Тунг-Лунг-Чау); Tung Lung Chau; 東龍洲
  - Ёнчау (Янчжоу, Йёнг-Чау); Yeung Chau; 羊洲
  - Имтхиньчай (Яньтяньцзай, Им-Тин-Цай); Yim Tin Tsai; 鹽田仔

#### Округ Сатхинь (Шатянь)
- Округ Сатхинь (Шатянь, Ша-Тин); Sha Tin District; 沙田區
  - Фотхань (Хотань, Фо-Тан); Fo Tan; 火炭
  - Кхаутхоусань (Гоудушань, Кау-То-Шан); Kau To Shan; 狗肚山, также 九肚山 (Цзюдушань)
  - Малиусёй (Маляошуй, Ма-Лиу-Шуй); Ma Liu Shui; 馬料水
  - Маоньсань (Мааньшань, Ма-Он-Шан); Ma On Shan; 馬鞍山
  - Паксэккок (Байшицзяо, Пак-Шек-Кок); Pak Shek Kok; 白石角
  - Сатхинь (Шатянь, Ша-Тин); Sha Tin; 沙田, также Ликъюнь; 瀝源
  - Сатхиньвай (Шатяньвэй, Ша-Тин-Вай); Sha Tin Wai; 沙田圍
  - Сэкмунь (Шимынь, Шек-Мун); Shek Mun; 石門
  - Сиуликъюнь (Сяолиюань, Сиу-Лек-Юн); Siu Lek Yuen; 小瀝源
  - Тайвай (Давэй, Тай-Вай); Tai Wai; 大圍
  - Вочхе (Хэшэ, Во-Че); Wo Che; 禾輋
  - Вукхайса (Усиша, Ву-Кай-Ша); Wu Kai Sha; 烏溪沙
  - Юньчаукок (Юаньчжоуцзяо, Юн-Чау-Кок); Yuen Chau Kok; 圓洲角

#### Округ Тайпоу (Дабу, Тай-По)
- Округ Тайпоу (Дабу, Тай-По); Tai Po District; 大埔區
  - Хойхавань (Хайсявань, Хой-Ха-Ван); Hoi Ha Wan; 海下灣
  - Кхэйлэнха (Цилинся, Кей-Линг-Ха); Kei Ling Ha; 企嶺下
  - Найчхун (Ничун, Най-Чунг); Nai Chung; 泥涌
  - Паксэккок (Байшицзяо, Пак-Шек-Кок); Pak Shek Kok; 白石角
  - Пэнчхау (Пинчжоу, Пинг-Чау); Ping Chau; 平洲, также Tung Ping Chau; 東平洲 (Дунпинчжоу)
  - Пловер-Коув (Чуаньваньхай); Plover Cove; 船灣海
  - Сапсэйхён (Шисысян, Шап-Си-Хёнг); Shap Sze Heung; 十四鄉
  - Тайпоу (Дабу, Тай-По); Tai Po; 大埔
  - Тхинкок (Тинцзяо, Тинг-Кок); Ting Kok; 汀角
  - Тунчи (Дунцзы, Тунг-Ци); Tung Tsz; 洞梓

### Западные Новые Территории

#### Округ Айлендс
- Округ Айлендс (Лидао, Острова); Islands District; 離島區
  - Чхеклапкок (Чилецзяо, Чек-Лап-Кок); Chek Lap Kok; 赤鱲角
  - Чхёнчау (Чанчжоу, Чёнг-Чау); Cheung Chau; 長洲
  - Остров Ламма (Боляочжоу, Наньядао); Lamma Island; 南丫島
    - Хунсинъе (Хуншэнъе, Хунг-Шинг-Йе); Hung Shing Yeh; 洪聖爺
    - Лоусоусин (Лeсюйчэн, Ло-Со-Шинг); Lo So Shing; 盧鬚城
    - Моутат (Мода, Мо-Тат); Mo Tat; 模達
    - Паккок (Бэйцзяо, Пак-Кок); Pak Kok; 北角
    - Самвань (Шэньвань, Шам-Ван); Sham Wan;深灣
    - Соккувань (Согувань, Сок-Кву-Ван); Sok Kwu Wan, также Picnic Bay; 索罟灣
    - Тунъоу (Дунъао, Дунъаовань, Тунг-О); Tung O; 東澳灣
    - Юнсюха (Жуншуся, Юнг-Шю-Ха); Yung Shue Ha; 榕樹下
    - Юнсювань (Жуншувань, Юнг-Шю-Ван); Yung Shue Wan; 榕樹灣

  - Лантау (Дахаодао, Даюйшань); Lantau Island; 大嶼山
    - Чимавань (Чжимавань, Чи-Ма-Ван); Chi Ma Wan; 芝麻灣
    - Нгонпхин (Анпин, Нгонг-Пинг); Ngong Ping; 昂坪
    - Дискавери-Бей (Юйцзинвань); Discovery Bay; 愉景灣
    - Муйво (Мэйво, Муй-Во); Mui Wo; 梅窩
    - Пенниз-Бей (Чжугаовань); Penny’s Bay; 竹篙灣
      - Гонконгский Диснейленд; Hong Kong Disneyland Resort; 香港迪士尼樂園度假區

    - Пуйоу (Бэйао, Пуй-О); Pui O; 貝澳, также 杯澳
    - Сиухоувань (Сяохаовань, Сиу-Хо-Ван); Siu Ho Wan; 小蠔灣
    - Тайхоу (Дахао, Тай-Хо); Tai Ho; 大蠔
    - Тунчхун (Дунчун, Тунг-Чунг); Tung Chung; 東涌
    - Ямъоу (Иньао, Ям-О); Yam O; 陰澳

  - Пхинчау (Пинчжоу, Пенг-Чау); Peng Chau; 坪洲

#### Округ Кхуайчхин (Куйцин, Квай-Цинг)
- Округ Кхуайчхин (Куйцин, Квай-Цинг); Kwai Tsing District; 葵青區
  - Кхуайчхун (Куйчун, Квай-Чунг); Kwai Chung; 葵涌
    - Кхуайфон (Куйфан, Квай-Фонг); Kwai Fong; 葵芳
    - Кхуайхин (Куйсин, Квай-Хинг); Kwai Hing; 葵興

  - Чхинъи (Цинъи, Цинг-И); Tsing Yi; 青衣

#### Округ Чхюньвань (Цюаньвань, Цюн-Ван)
- Округ Чхюньвань (Цюаньвань, Цюн-Ван); Tsuen Wan District; 荃灣區
  - Самчен (Шэньцзин, Шам-Ценг); Sham Tseng; 深井
  - Чхюньвань (Цюаньвань, Цюн-Ван); Tsuen Wan; 荃灣
  - Мавань (Мавань, Ма-Ван); Ma Wan; 馬灣
  - Чхиньлунтхау (Цинлунтоу, Цинг-Лунг-Тау); Tsing Lung Tau; 青龍頭

#### Округ Тхюньмунь (Туньмынь, Тюн-Мун)
- Округ Тхюньмунь (Туньмынь, Тюн-Мун); Tuen Mun District; 屯門區
  - Тхюньмунь (Туньмынь, Тюн-Мун); Tuen Mun; 屯門
    - Сиухон-Корт (Чжаоканъюань, Сиу-Хонг-Корт); Siu Hong Court; 兆康苑

  - Тайламчхун (Даланьчун, Тай-Лам-Чунг); Tai Lam Chung; 大欖涌
  - Соукуньват (Саогуаньху, Со-Квун-Ват); So Kwun Wat; 掃管笏
  - Футэй (Худи, Фу-Тей); Fu Tei; 虎地

#### Округ Юньлон (Юаньлан, Юн-Лонг)
- Округ Юньлон (Юаньлан, Юн-Лонг); Yuen Long District; 元朗區
  - Юньлон (Юаньлан, Юн-Лонг); Yuen Long; 元朗
    - Аутхау (Аотоу, Ау-Тау); Au Tau; 凹頭
    - Хачхюнь (Сяцунь, Ха-Цюн); Ha Tsuen; 廈村
    - Лауфаусань (Люфушань, Лау-Фау-Шан); Lau Fau Shan; 流浮山
    - Пинсань (Пиншань, Пинг-Шан); Ping Shan; 屏山
    - Саппатхён (Шибасян, Шап-Пат-Хёнг); Shap Pat Heung; 十八鄉
    - Тайтхон (Датан, Тай-Тонг); Tai Tong; 大棠
    - Тхиньсёйвай (Тяньшуйвэй, Тин-Шуй-Вай); Tin Shui Wai; 天水圍
    - Юньлон-Таун (Юаньлан, Юн-Лонг-Таун); Yuen Long Town; 元朗市中心

  - Саньтхинь (Синьтянь, Сан-Тин); San Tin; 新田
    - Локмачау (Ломачжоу, Лок-Ма-Чау); Lok Ma Chau; 落馬洲
    - Майпоу (Мибу, Май-По); Mai Po; 米埔

  - Камтхинь (Цзиньтянь, Кам-Тин); Kam Tin; 錦田
    - Патхён (Басян, Пат-Хёнг); Pat Heung; 八鄉
    - Сэккон (Шиган, Шек-Конг); Shek Kong; 石崗